# باشگاه فوتبال ایوردون-اسپورت
باشگاه فوتبال ایوردون-اسپورت (انگلیسی: Yverdon-Sport FC) یک باشگاه فوتبال سوئیسی مستقر در ایوردون لبن که در حال حاضر در سوپر لیگ فوتبال سوئیس، بالاترین سطح لیگ فوتبال در این کشور به رقابت می‌پردازد.